# Amblypsilopus subabruptus
Amblypsilopus subabruptus är en tvåvingeart som beskrevs av Daniel J. Bickel och Wei 1996. Amblypsilopus subabruptus ingår i släktet Amblypsilopus och familjen styltflugor.
Artens utbredningsområde är Guizhou (Kina). Inga underarter finns listade i Catalogue of Life.